# Informationssystem Ausweisschriften
Das Informationssystem Ausweisschriften (ISA) ist eine vom schweizerischen Bundesamt für Polizei (fedpol) seit dem Jahr 2003 betriebene Datenbank. Gesetzliche Grundlage dafür ist das Bundesgesetz über die Ausweise für Schweizer Staatsangehörige. Im ISA werden die in den Reisepässen und Identitätskarten aufgeführten Daten einer Person, wie Name, Bürgerort, Körpergrösse und Augenfarbe, sowie die ausstellende Behörde und die Ausfertigungsstelle gespeichert. Gemäss Bundesbeschluss vom 13. Juni 2008 soll sie mit einem digitalisierten Gesichtsbild und Fingerabdrücken ergänzt werden, da diese im neuen biometrischen Schweizer Pass gespeichert werden sollen. Dies wird von verschiedenen politischen Akteuren kritisiert, am 17. Mai 2009 stimmte die Schweizer Stimmberechtigten dieser Neuerung knapp zu.
Das Bundesamt für Polizei, die ausstellenden Behörden und die Ausfertigungsstellen können Daten in das ISA eingeben. Die Daten aus dem ISA abrufen können das Bundesamt für Polizei, die ausstellenden Behörden, das Grenzwachtkorps und ausgewählte Polizeistellen zur Identitätsabklärung und zur Aufnahme von Verlustmeldungen. Für Fahndungszwecke darf das ISA nicht genutzt werden. Ausländische Behörden haben keinen Zugriff auf das ISA. Zur Identifikation von Opfern von Unfällen, Naturkatastrophen und Gewalttaten sowie von vermissten Personen dürfen Daten aus dem Informationssystem weitergegeben werden.
Das ISA dient in erster Linie der vereinfachten Ausstellung von Ausweisen (auch Notpässen) und zur Erschwerung eines Erschleichens eines Ausweises unter Angabe einer falschen Identität.